# Tristany (heroi)
Tristany és un heroi del folklore de Cornualla i un dels cavallers de la Taula Rodona, protagonista d'una cèlebre llegenda medieval, la història de Tristany i Isolda. Hi ha diferents versions incompletes d'aquesta llegenda, l'acció de la qual se situa en els països celtes en l'època de les croades i narra les gestes d'un heroi que comet una greu traïció contra el seu senyor, dut per l'amor que sent per l'esposa d'aquest.
Tristany era nebot del rei Mark de Cornualla, davant el qual es va comprometre a portar-li la princesa irlandesa Isolda perquè aquesta es casés amb el rei. No obstant això, després de beure per accident un filtre amorós, tots dos es van enamorar pel camí i Tristany va trair el seu senyor, incapaç de resistir la passió.

## El cicle de llegendes de Tristany
Tristany apareix per primer cop el 1232, en una cançó del folklore cèltic que circulava pel nord de França. Encara que les històries més velles concernents a Tristany s'han perdut, perviuen encara algunes derivades d'elles. Igual que succeeix amb altres cavallers de la Taula Rodona, Tristany i la seva història varien de poeta en poeta.
Les dues versions més famoses són les recollides pel poeta anglonormand Tomàs d'Anglaterra i pel poeta francès Béroul. Chrétien de Troyes també afirma haver escrit una altra versió de la història en el pròleg del seu Cligès, tot i que no hi ha evidències físiques que ho confirmin.
En una història, Tristany és un cavaller grassonet, que és constantment objecte de burla, però que, tanmateix, sorprèn tothom en derrotar la gran serp que guarda la cova de Micheal.
En l'obra de Béroul, Tristany és tan valent com qualsevol altre cavaller, encara que recorre a trucs i no manté els nivells morals propis d'un cavaller. De fet, es considera Tristany el segon cavaller més valent del món, per darrere només de Lancelot.
Al poema de Béroul, Tristany viatja a Irlanda per portar de tornada Isolda per tal que es casi amb el seu oncle el rei Mark. Pel camí, ingereixen accidentalment una poció d'amor, que causa que la parella s'enamori desesperadament durant tres anys. Encara que Isolda es casa amb Mark, ella i Tristany estan forçats per la poció a trobar-se i cometre adulteri. Tot i que el típic personatge noble de llegenda medieval hauria d'estar avergonyit per tals actes, la poció de l'amor que els controla allibera Tristany i Isolda d'aquesta responsabilitat. D'aquesta manera, Béroul els presenta com a víctimes. Els consellers del rei intenten jutjar-la per adulteri, però, una vegada i una altra, la parella es val de trucs per preservar la seva façana d'innocència. Finalment, l'efecte de la poció s'acaba i els dos amants són lliures de continuar. El final de Béroul és moral i ambigu. Difereix dels seus contemporanis com Chrétien de Troyes i afegeix una mica de mística a la llegenda de Tristany. A més, d'acord amb el mite cèltic, Tristany posseeix un cavall anomenat Bel Joeor.
La versió de Thomas s'ha titllat freqüentment de "cortès" perquè privilegia la queixa lírica, l'anàlisi del sentiment amorós i una certa introspecció. L'acció és molt reduïda pel que fa al relat de Béroul i es veu en tot moment supeditada a les pulsions afectives dels personatges, que a més adquireixen una dimensió cortesana que no tenen en la versió de Béroul: així, s'eviten els episodis massa escabrosos i realistes, com el d'Isolda amb els leprosos; s'insisteix en les qualitats de Tristany com a músic d'arpa i es descriu amb profusió els fasts del seguici de la reina, les estàtues de la sala de les imatges, etc. No obstant això, en aquesta versió els monòlegs de Tristany incideixen en tres aspectes: la recerca de la felicitat, el desig de canvi, la novelté, i els turments que causen la gelosia i el desig sexual, que són per a Thomas la tomba de l'amor humà.

## Orígens anteriors

### Arrels bretones
Va ser la tesi del medievalista francès Joseph Bédier que totes les llegendes de Tristany podrien derivar d'un únic poema, traduït per Tomàs d'Anglaterra al francès des d'una font original en còrnic o bretó.
Tristany no seria el nom real del personatge, sinó Drustanus en bretó. Els cornuallesos van recollir el seu nom com a Trystan i aquest es va convertir en Tristram per als angloparlants.
Una tomba que encara roman en peus prop de Fowey, a Cornualla, té gravada en la làpida, en un llatí elemental, "Drustanus hic iacet Cunomori filius" (aquí hi jau Drustanus, fill de Cunomorus). Cunomorus és el nom llatí del rei Marc de Cornualla, que en la llegenda era un malvat tirà i oncle de Tristany.

### Altres influències
A banda del substrat cèltic o bretó, cal tenir en compte la influència de la literatura clàssica en la formació del mite literari, així N. Zingarelli, C. Guerrieri, A. Viscardi, entre d'altres, han remarcat semblances entre Trsitany i Teseu, Isolda i Medea o Ariadna, Píram i Tisbe, etc.
Així mateix, diversos crítics (com ara P. Gallais) destaquen la influència oriental per la presència àrab a la península Ibèrica.

## Versions posteriors

### Tristany a Catalunya
Cap a la fi del segle xii a Catalunya es registren traces literàries de la influència del Tristany, per exemple en les obres dels trobadors Guerau III de Cabrera, Guillem de Berguedà o Cerverí de Girona, que l'empren com a referent, i evocacions fins i tot en el Tirant (jocs de paraules amb mar i amar, la sala de les imatges, etc.).
De la difusió de l'obra en el territori catalanoaragonès en segles posteriors també donen compte les advertències dels moralistes de l'època (Francesc Eiximenis, Bernat Metge, Antoni Canals) contra la seva lectura.

### Tristany a Castella
En el primer terç del segle xiv, l'Arxipreste d'Hita va llegir un Tristany. Una de les versions franceses de la història de Tristany va ser traduïda al castellà i impresa per primera vegada a Valladolid el 1501, amb el títol Libro del muy esforzado caballero Don Tristán de Leonís y de sus grandes hechos en armas. Atesa la popularitat que van aconseguir els llibres de cavalleries, l'obra va tenir un èxit molt considerable, ja que es va reimprimir a Sevilla els anys 1511, 1520, 1525, 1528, 1533 i 1534, i fins i tot va tenir continuació en una segona part anomenada Tristán el joven, que relata les gestes cavalleresques d'un fill de Tristán de Leonís.

### ÒperaTristany i Isolda
Entre 1857 i 1859, Richard Wagner va compondre la que ara és considerada la seva obra mestra, Tristan und Isolde, en què Tristany apareix com una figura romàntica condemnada.

### Cinema
- Tristan & Isolde, protagonitzada per James Franco (com a Tristany) i Sophia Milers (com a Isolda), estrenada el 2006.